# Saint-Nicolas-de-Port

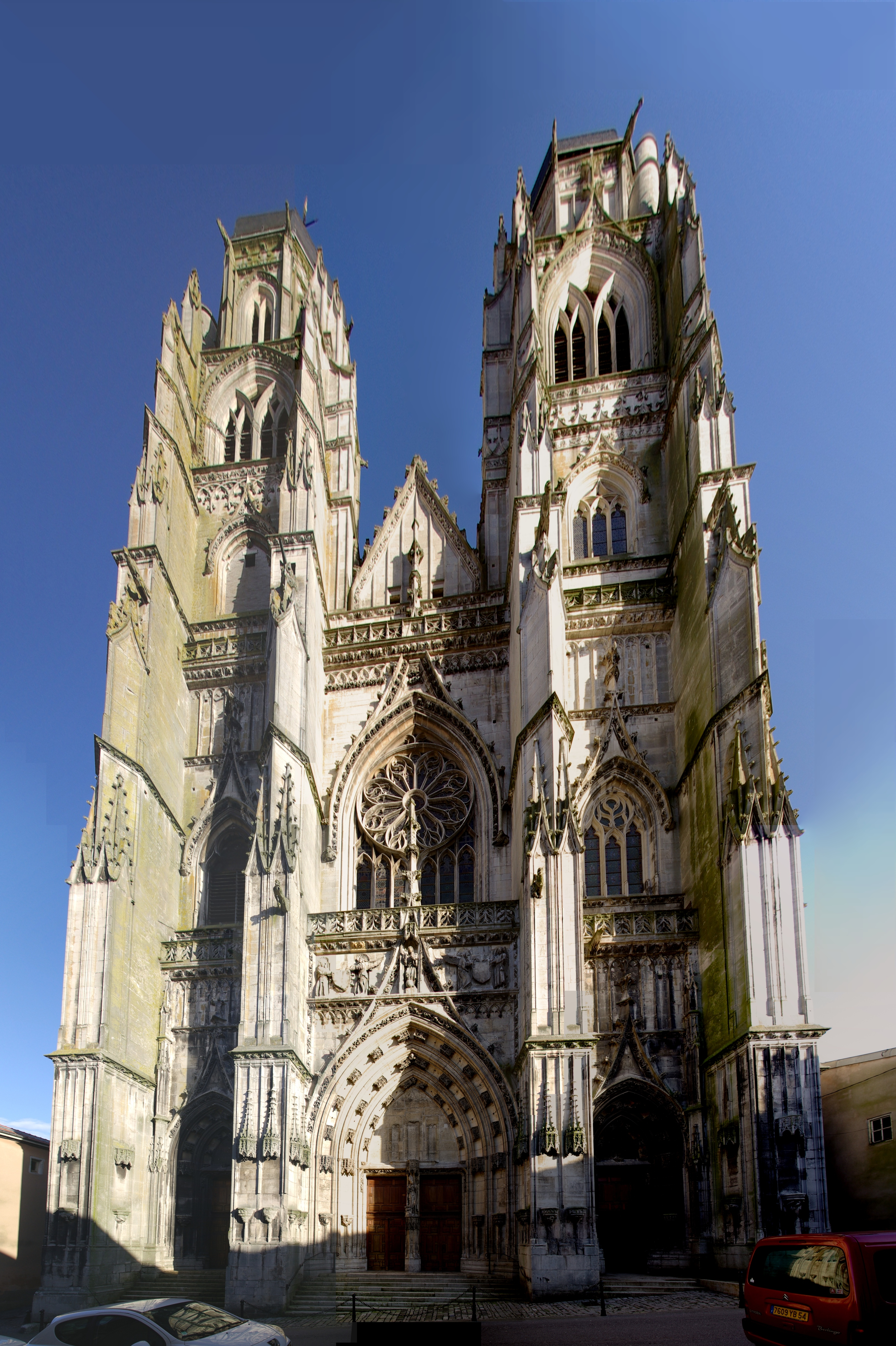

Saint-Nicolas-de-Port – miejscowość i gmina we Francji, w regionie Grand Est, w departamencie Meurthe i Mozela.
Według danych na rok 1990 gminę zamieszkiwało 7706 osób, a gęstość zaludnienia wynosiła 936 osób/km² (wśród 2335 gmin Lotaryngii Saint-Nicolas-de-Port plasuje się na 52. miejscu pod względem liczby ludności, natomiast pod względem powierzchni na miejscu 729.).